# لمبدان شيخ أحمد
لمبدان شيخ أحمد (بالفارسية: لمبدان شیخ‌احمد) هي قرية تقع في مقاطعة دير في بوشهر في إيران. يقدر عدد سكانها بـ 14 نسمة بحسب إحصاء 2016.